# Slane Castle
Le château de Slane (en anglais : Slane Castle ; en gaélique : Caisleán Bhaile Shláine) est un château irlandais, situé à Slane, dans la vallée de la Boyne du comté de Meath. 
Le château appartient aux marquis de Conyngham depuis le XVIIIe siècle. Ses pelouses en pente forment un amphithéâtre naturel.
Surplombant la Boyne, à quelques kilomètres en amont de Newgrange et le site de la célèbre bataille de la Boyne, Slane Castle, dans sa forme actuelle a été construit sous la direction de William Burton Conyngham, avec son neveu le premier marquis Conyngham. La reconstruction remonte à 1785 et est principalement l'œuvre de James Gandon, James Wyatt et Francis Johnston. Ce dernier a également été l'architecte responsable de la porte gothique sur la Mill Hill, situé à l'est du château.
Le groupe U2 s'y installe en 1984 pour travailler l'album The Unforgettable Fire. En 2001, il y donne un concert dont sortira le DVD U2 Go Home: Live from Slane Castle.
Le 23 août 2003 les Red Hot Chili Peppers enregistrent leur DVD Live at Slane Castle
De célèbres artistes s'y sont produits comme Foo Fighters, The Rolling Stones, Queen, Celtic Woman, David Bowie, Bob Dylan, Madonna (le 29 août 2004, pour son Re-Invention Tour), Oasis, Eminem et Metallica.

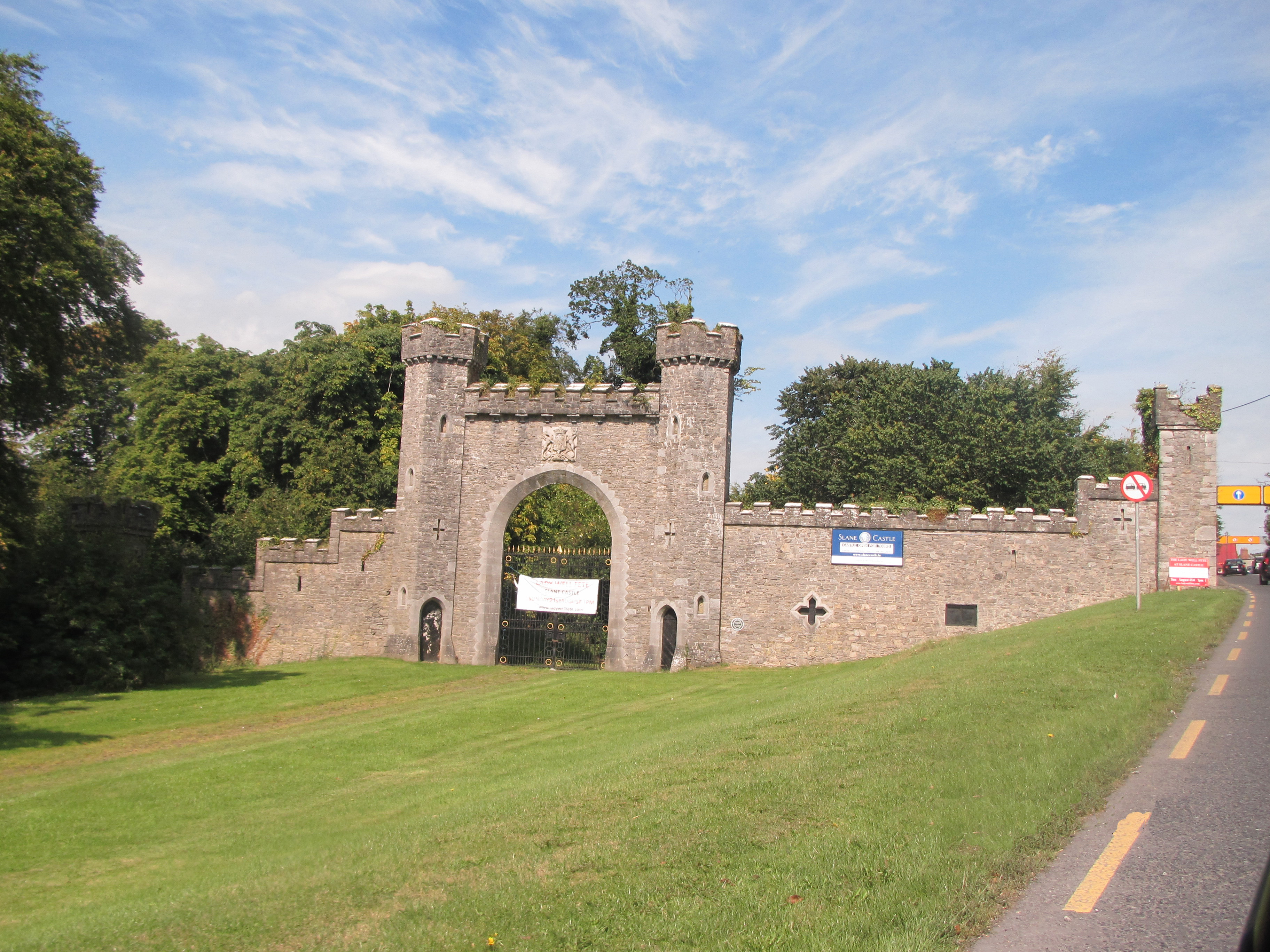
Une des entrées du parc de Slane Castle